# Пискунов, Дмитрий Владимирович
Дми́трий Влади́мирович Пискуно́в (3 апреля 1969, Пермь) — советский и российский футболист, защитник.
Воспитанник СДЮШОР № 4 города Волжский. В этом городе провёл большую часть своей карьеры, играя за «Торпедо» (в первой, второй лигах и первенстве ЛФК). Около 200 матчей провёл за другие команды низших лиг.
В июле 1996 года сыграл в 2 матчах за «Текстильщик» Камышин в высшей лиге.

## Достижения

### Командные
- Победитель юношеского чемпионата Европы: 1985.[2]
- Победитель второй лиги ПФЛ (зона «Центр»): 1994.